# Arroyo Seco, Puente Nacional
Arroyo Seco är en ort i Mexiko.   Den ligger i kommunen Puente Nacional och delstaten Veracruz, i den sydöstra delen av landet, 280 km öster om huvudstaden Mexico City. Arroyo Seco ligger 48 meter över havet och antalet invånare är 192.
Terrängen runt Arroyo Seco är platt, och sluttar brant österut. Runt Arroyo Seco är det ganska tätbefolkat, med 172 invånare per kvadratkilometer. Närmaste större samhälle är Zempoala, 8,9 km norr om Arroyo Seco. Trakten runt Arroyo Seco består till största delen av jordbruksmark.